# Rio Capivara (Unterer Iguaçu)
Der Rio Capivara ist ein etwa 38 km langer linker Nebenfluss des Rio Iguaçu im Süden des brasilianischen Bundesstaats Paraná.

## Etymologie

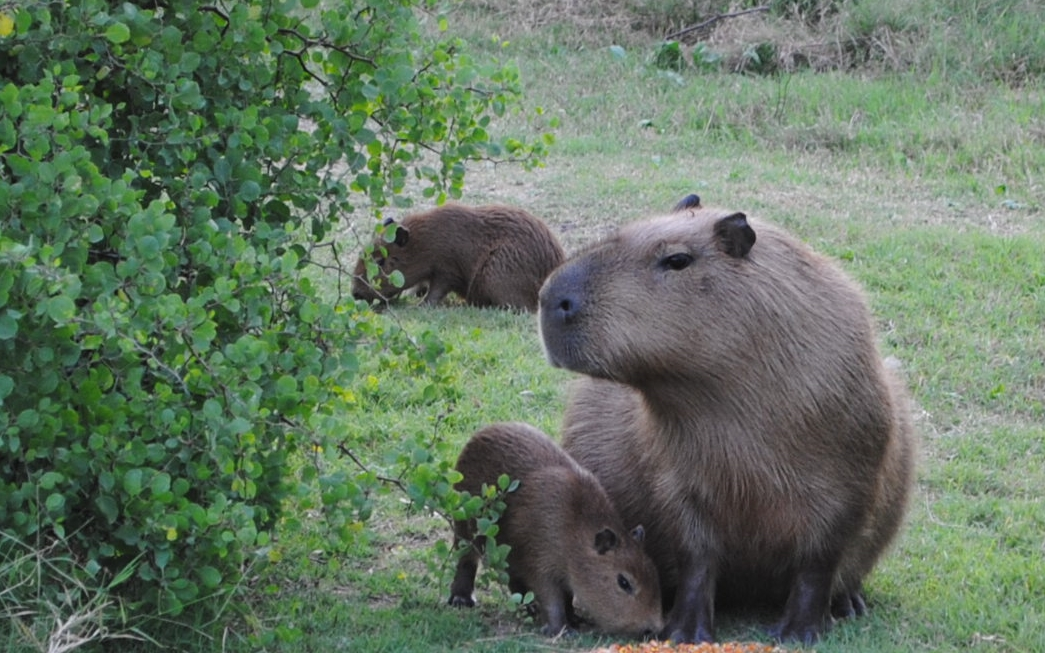
Capivara (Wasserschwein) mit Jungen

Capivara ist der in Brasilien übliche Name des Wasserschweins.

## Geografie

### Lage
Das Einzugsgebiet des Rio Capivara befindet sich auf dem Terceiro Planalto Paranaense (Dritte oder Guarapuava-Hochebene von Paraná).

### Verlauf
Sein Quellgebiet liegt auf der Grenze zwischen den beiden Munizipien São João und Chopinzinho auf 610 m Meereshöhe etwa 5 km östlich des Hauptorts São João in der Nähe der PR-281.
Der Fluss verläuft überwiegend in nördlicher Richtung. Er bildet auf seinen ersten 18 km die Grenze zwischen den beiden Munizipien. Anschließend ist er beidseits vom Munizip Sulina umgeben. Er mündet auf 406 m Höhe von links in den Rio Iguaçu. Er ist etwa 38 km lang.

### Munizipien im Einzugsgebiet
Am Rio Capivara liegen die drei Munizipien  São João, Chopinzinho und Sulina.